# Pallacanestro Treviso 2008-2009
Questa voce raccoglie le informazioni riguardanti la Pallacanestro Treviso nelle competizioni ufficiali della stagione 2008-2009.

## Stagione
La stagione 2008-2009 della Pallacanestro Treviso sponsorizzata Benetton, è la 25ª nel massimo campionato italiano di pallacanestro, la Serie A.

## Roster
Aggiornato al 30 dicembre 2021.
| Benetton Treviso 2008-2009 | Benetton Treviso 2008-2009 |
| Giocatori                  | Staff tecnico              |
| -------------------------- | -------------------------- |

| N. | Naz.                                     | Ruolo | Nome                | Anno | Alt.   | Peso   |  |
| -- | ---------------------------------------- | ----- | ------------------- | ---- | ------ | ------ |  |
| 4  | Stati Uniti (bandiera)                   | P     | Bobby Dixon         | 1983 | 178 cm | 73 kg  |  |
| 5  | Stati Uniti (bandiera)                   | P     | DaShaun Wood        | 1985 | 185 cm | 80 kg  |  |
| 6  | Islanda (bandiera)                       | G     | Jón Stefánsson      | 1982 | 195 cm | 92 kg  |  |
| 7  | Italia (bandiera)                        | AP    | Matteo Soragna (C)  | 1975 | 197 cm | 98 kg  |  |
| 8  | Slovenia (bandiera)                      | GA    | Domen Lorbek        | 1985 | 196 cm | 95 kg  |  |
| 9  | Italia (bandiera)                        | G     | Giuliano Maresca    | 1981 | 192 cm | 86 kg  |  |
| 9  | Italia (bandiera)                        | P     | Massimo Bulleri     | 1977 | 188 cm | 85 kg  |  |
| 10 | Croazia (bandiera) · Italia (bandiera)   | C     | Sandro Nicević      | 1976 | 210 cm | 105 kg |  |
| 11 | Italia (bandiera)                        | PG    | Roberto Rullo       | 1990 | 191 cm | 87 kg  |  |
| 12 | Italia (bandiera)                        | G     | Daniele Sandri      | 1990 | 197 cm | 81 kg  |  |
| 13 | Slovacchia (bandiera)                    | AC    | Radoslav Rančík     | 1979 | 207 cm | 105 kg |  |
| 14 | Stati Uniti (bandiera)                   | G     | Gary Neal           | 1984 | 193 cm | 89 kg  |  |
| 16 | Italia (bandiera)                        | P     | Nicolò Cazzolato    | 1989 | 194 cm | 86 kg  |  |
| 18 | Stati Uniti (bandiera)                   | AC    | C.J. Wallace        | 1982 | 206 cm | 101 kg |  |
| 17 | Australia (bandiera) · Italia (bandiera) | PG    | Steven Marković     | 1985 | 190 cm | 92 kg  |  |
| 19 | Italia (bandiera)                        | C     | Andrea Renzi        | 1989 | 207 cm | 105 kg |  |
| 20 | Grecia (bandiera)                        | G     | Giannīs Kalampokīs  | 1978 | 196 cm | 95 kg  |  |
| -  | Italia (bandiera)                        | AG    | David Gaspardo      | 1989 | 203 cm |        |  |
| -  | Italia (bandiera)                        | A     | Alessandro Gentile  | 1992 | 198 cm | 94 kg  |  |
| -  | Italia (bandiera)                        | G     | Federico Loschi     | 1990 | 195 cm |        |  |
| -  | Polonia (bandiera) · Italia (bandiera)   | C     | Jakub Wojciechowski | 1990 | 210 cm | 107 kg |  |

| Allenatore                                                                                  |
| - Oktay Mahmuti                                                                             |
| Assistente/i                                                                                |
| - / Marcelo Nicola - Francesco Vitucci Legenda - (C) Capitano - (IN) Inattivo - Infortunato |

## Mercato

### Sessione estiva
| Acquisti | Acquisti         | Acquisti       | Acquisti      | Acquisti |
| R.       | Nome             | da             | Modalità      |          |
| -------- | ---------------- | -------------- | ------------- | -------- |
| G        | Gary Neal        | Barcellona     | definitivo    |          |
| P        | Bobby Dixon      | Čerkasy Mavpy  | definitivo    |          |
| AC       | Radoslav Rančík  | ČEZ Nymburk    | definitivo    |          |
| C        | Sandro Nicević   | Beşiktaş       | definitivo    |          |
| GA       | Domen Lorbek     | Estudiantes    | definitivo    |          |
| AC       | C.J. Wallace     | Orlandina      | definitivo    |          |
| P        | DaShaun Wood     | Pall. Cantù    | definitivo    |          |
| PG       | Steven Marković  | Stella Rossa   | definitivo    |          |
| G        | Roberto Rullo    | A. Costa Imola | fine prestito |          |
| C        | Gino Cuccarolo   | RB Montecatini | fine prestito |          |
| C        | Tommaso Fantoni  | Basket Livorno | fine prestito |          |
| C        | Andrea Crosariol | Virtus Roma    | fine prestito |          |
| G        | Giuliano Maresca | Olimpia Milano | fine prestito |          |

| Cessioni | Cessioni          | Cessioni          | Cessioni       | Cessioni |
| R.       | Nome              | a                 | Modalità       |          |
| -------- | ----------------- | ----------------- | -------------- | -------- |
| G        | Marco Mordente    | Olimpia Milano    | fine contratto |          |
| PG       | Engin Atsür       | Efes Pilsen       | fine contratto |          |
| GA       | Reece Gaines      | Pall. Biella      | fine contratto |          |
| P        | Lionel Chalmers   | Universitet-Jugra | fine contratto |          |
| C        | Pops Mensah-Bonsu | Granada           | fine contratto |          |
| AC       | Mario Austin      | Beşiktaş          | fine contratto |          |
| C        | Angelo Gigli      | Virtus Roma       | fine contratto |          |
| AC       | Haris Mujezinović | AEL Limassol      | fine contratto |          |
| G        | Andrea Saccaggi   | Basket Livorno    | fine contratto |          |
| AG       | Niccolò Martinoni | Pall. Varese      | prestito       |          |
| C        | Gino Cuccarolo    | Virtus Siena      | prestito       |          |
| C        | Tommaso Fantoni   | Junior Casale     | fine contratto |          |
| C        | Andrea Crosariol  | Scandone Avellino | prestito       |          |

### Dopo l'inizio della stagione
| Acquisti | Acquisti           | Acquisti       | Acquisti         | Acquisti   |
| R.       | Nome               | da             | Data             | Modalità   |
| -------- | ------------------ | -------------- | ---------------- | ---------- |
| P        | Massimo Bulleri    | Olimpia Milano | 18 febbraio 2009 | prestito   |
| G        | Jón Stefánsson     | KR Reykjavík   | 5 maggio 2009    | definitivo |
| G        | Giannīs Kalampokīs | Paniōnios      | 5 maggio 2009    | definitivo |

| Cessioni | Cessioni         | Cessioni     | Cessioni         | Cessioni    |
| R.       | Nome             | a            | Data             | Modalità    |
| -------- | ---------------- | ------------ | ---------------- | ----------- |
| G        | Giuliano Maresca | Free agent   | 4 febbraio 2009  | rescissione |
| P        | Bobby Dixon      | Le Mans      | 16 febbraio 2009 | rescissione |
| PG       | Steven Marković  | Stella Rossa | 16 febbraio 2009 | prestito    |

## Risultati
- Serie A:
  - stagione regolare: 4º posto su 16 squadre (18-12);
  - playoff: eliminazione in semifinale contro Siena (0-3);
- Coppa Italia:
  - eliminazione in semifinale contro Siena;
- Eurocup:
  - eliminazione ai quarti di finale contro il Lietuvos Rytas.